# Joep Lange
Joseph Marie Albert (Joep) Lange (Nieuwenhagen, 25 september 1954 – Hrabove, oblast Donetsk (Oekraïne), 17 juli 2014) was een Nederlands hoogleraar infectieziekten en aidsdeskundige.
Hij studeerde geneeskunde aan de Universiteit van Amsterdam en promoveerde in 1987. Sinds 1983 hield hij zich bezig met de bestrijding van hiv en aids. Hij deed onder andere proeven rond de behandeling met virusremmers. Van 1992 tot 1995 was Lange werkzaam bij de Wereldgezondheidsorganisatie. Tussen 2002 en 2004 was hij voorzitter van de International AIDS Society (IAS). Ook is hij directeur en bestuursvoorzitter van het Amsterdam Institute for Global Health and Development (AIGHD) geweest.
Lange werkte onder andere voor het Academisch Medisch Centrum (verbonden aan de Universiteit van Amsterdam), waar hij leiding gaf aan  het Department of Global Health. Sinds 2006 was hij er hoogleraar. Hij richtte de Stichting PharmAccess op, die streeft naar het betaalbaar maken van medicijnen. Ook was hij verbonden aan de Health Insurance Fund Foundation, die duurzame financiering van de gezondheidszorg in ontwikkelingslanden bevordert. In 2007 werd hij bekroond met de Eijkman-medaille voor zijn prestaties in de tropische geneeskunde en de internationale geneeskunde.
Lange en zijn partner Jacqueline van Tongeren behoorden tot de passagiers van Malaysia Airlines-vlucht 17 die boven Oekraïne werd neergeschoten. Zij waren met tientallen anderen op weg naar een internationale aidsconferentie in de Australische stad Melbourne. Tot de velen die hun medeleven betuigden behoorde de Franse Nobelprijswinnares Françoise Barré-Sinoussi. Ook de Amerikaanse president Barack Obama stond op een persconferentie stil bij het overlijden van de aids-experts en -activisten die bij de vliegramp omkwamen.

## Eerbetoon
- In 2016 werd het Joep Lange Instituut in het leven geroepen. Dat richt zich op aidsbestrijding in ontwikkelingslanden.[8]
- In september 2021 kreeg de brug 417 in de Amsterdamse Beethovenstraat over het Zuider Amstelkanaal de naam Joep Langebrug.[9][10]